# Michel Pellus
Michel Pellus, peintre autodidacte est né à Montréal le 24 janvier 1945.

## Biographie
Il est le fils de Raymond Pellus, peintre, professeur et président de l’Association des professeurs à l'École des beaux- arts de Montréal. Sa mère, Yvette Roy Pellus est une artiste peintre et galeriste aux États-Unis.
Son grand-père Guillaume-Ernest Pellus est peintre rémois et maitre verrier, venu au Québec en 1912. Il est un proche collaborateur d’Ozias Leduc et de Guido Nincheri. MIchel Pellus réalise ses études primaires et secondaires à Montréal. Une sentence en prison lui permet de trouver sa vocation d’artiste peintre.  
Il réalise plusieurs expositions au Canada et aux États-Unis dont une, au Château Laurier en compagnie de sa mère Tina Roy.  Michel Pellus continue de peindre, récemment dans son studio des Bermudes et maintenant en Angleterre.

## Musées et collections publiques
- Musée d'art contemporain de Montréal[9]
- Musée national des beaux-arts du Québec[10]
- Musée Pierre-Boucher
- Pulperie de Chicoutimi

## Expositions
- 1991 Michel Pellus, Maison Hamel-Bruneau[11]
- 1976 Michel Pellus, Galerie Knobb-La Salamandre, Montréal[12]
- 1975 Peintures de Michel Pellus, Centre Saidye-Bronfman[13]
- 1974 Michel Pellus, Galerie Colbert[14]